# Callisto (musikgrupp)
Callisto är ett finskt sludge metal-band. De har släppt två skivor och ett antal EP:s. Eftersom de ofta blandar in postrock i sin musik kategoriseras de ofta som post-metal. De har givit ut skivor på Fullstem Records. Se också hemsidan : www.callistochaos.com